# Église Saint-Gobrien de Morieux
L'église Saint-Gobrien est une église catholique située à Morieux, en France. Elle est classée Monument Historique et présente un ensemble exceptionnel de fresques (XIIe siècle, XIIIe siècle, XVe siècle et XVIIe siècle) qui couvrent l'ensemble des murs intérieurs de l'édifice.

## Localisation
L'église est située dans le département français des Côtes-d'Armor, sur la commune de Morieux.

## Historique
L’église est dédiée à saint Gobrien, évêque de Vannes au VIIIe siècle. À partir de 1343, elle dépend de l’abbaye de Boquen qui devient le principal décimateur de la paroisse, chargé de l’entretien de l’église. 
La date de l'édification de l’édifice roman fait débat (XIe siècle ou XIIe siècle). Selon les résultats des fouilles réalisées en 1998, le chœur initial était légèrement plus étroit que la nef avec un retrait au nord. La disposition du mur oriental (plat ou abside) n’a pu être déterminée lors des fouilles. Il a été totalement remanié au XVe siècle, élargi par deux collatéraux et prolongé le long du côté nord de la nef par une chapelle latérale. C'est aussi à cette époque qu'a été édifiée la porte sud.
Du XIIIe siècle au XVIIe siècle, l’intérieur de l’église va être orné de décors peints en campagnes successives, probablement au gré des nombreux dons retrouvés dans les archives.
En 1750, une  délibération de la fabrique de Morieux indique la décision de «reblanchir les murs qui en ont besoin». À partir de cette date au plus tard, les fresques sont recouvertes d’un enduit.
L’église est restaurée en 1899.  
L’édifice est inscrit Monument historique le 9 octobre 1989.
En 1993 lors d’une campagne de restauration,  des traces de peintures sont découvertes sous les enduits de l’arc diaphragme et aboutissent au classement de l’édifice comme Monument Historique le 17 février 1995.
Une grande campagne de restauration en 1998 révèle un décor peint recouvrant l’ensemble des murs de l’édifice, soit une surface de près de 450 mètres carrés.

## Description
L’église est en forme de tau et juxtapose des parties romanes et gothiques. Les parties romanes se distinguent par l’utilisation d’un appareil polychrome qui anime les surfaces, en granite et poudingue ferrugineux (nommé localement "Renard").

### Extérieur
La façade ouest, typique de l’architecture romane bretonne, est flanquée de quatre contreforts maçonnés majoritairement en grès rouge. Les deux contreforts centraux  sont joints par un massif maçonné amorti en glacis, percé d’une porte de plein cintre à deux rouleaux. Une petite fenêtre est percée dans l'axe de la façade. Elle est très ébrasée vers l’intérieur.
Le mur sud est percé au XVe siècle d’une porte en arc brisé à voussures multiples s’amortissant sur des colonnettes engagées à chapiteaux sculptés reposant sur un mur bahut. Elle est surmontée par les restes de deux contreforts romans.
À la jointure de la nef et du chevet, un clocher de charpente rectangulaire à toiture pyramidale.
Le chevet gothique plat, plus large que la nef, est percé de trois baies à remplages séparés par deux contreforts maçonnés.

### Intérieur
La longue nef romane (XIe siècle ou XIIe siècle) à vaisseau unique (22 × 6,9 m), couverte d’une charpente, a subi peu de modifications. Elle est percée de fenêtres de plein cintre (2 sur chaque mur) placées haut sur le mur.  Une fenêtre gothique à remplage  a été ouverte dans le mur sud près de l'arc diaphragme. En face, le mur nord s'ouvre par deux arcs brisés sur une chapelle latérale.
L’arc diaphragme brisé ouvrant sur le chœur est encadré par deux colonnes engagées romanes  laissées en débord sans fonction de soutien lors de l’élargissement de l’ouverture à l’époque gothique (fin XIIIe siècle ou début XIVe siècle). La colonne de droite est sommée par un chapiteau sculpté de deux masques aux angles supérieurs. De par sa facture archaïque, ce chapiteau s'apparente à une première phase romane, identifiable aux réalisations de la première moitié du dixième siècle.
Le chœur, profondément remanié aux XIVe siècle et XVe siècle), est large de 6,10 m. Il est également couvert de charpente. Il s'achève par un chevet plat ouvert d'une grande fenêtre à remplage. Au nord et au sud, il s’ouvre par deux arcs brisés retombant sur des colonnes sur deux collatéraux bas, couverts par un demi-berceau en charpente. Au dessus des arcs brisés, de petites fenêtres romanes indiquent l'antériorité des murs, remaniés au quatorzième siècle.

### Décor peint
Cette architecture simple est magnifiée par les fresques  (XIIe siècle, XIIIe siècle, XVe siècle et XVIIe siècle) qui couvrent les murs, remarquablement bien conservées : motifs décoratifs et frises soulignant l’architecture et scènes figuratives
Dans la nef, scènes de la vie du Christ (Nativité, Présentation au Temple, Baptême, Tentation au Désert, Crucifixion) peints au XIIIe siècle et XIVe siècle sur le mur sud et l’arc diaphragme. Sur le mur nord, Couronnement d’épine, Mise au tombeau et Descente aux Enfers du XVIIe siècle.
Le chœur est décoré au XVe siècle sur le thème de la Passion (Lavement de pieds, Cène, Jardin des Oliviers, Flagellation).
On trouve également de nombreuses scènes illustrant la vie de saints (martyres de sainte Lucie et de saint Étienne dans la nef, saint Christophe dans le bas-côté sud, saint Michel dans le chœur) et un calendrier agricole du XIVe siècle à l’intrados de l’arc triomphal.